# British Home Championship 1884
De British Home Championship van 1884 was de 1e editie van de British Home Championship. Het toernooi werd gehouden van 26 februari tot en met 29 maart 1884. Schotland werd werd kampioen.

## Eindstand
| Team      | Gsp | W | G | V | DV | DT | DS  | Ptn |
| --------- | --- | - | - | - | -- | -- | --- | --- |
| Schotland | 3   | 3 | 0 | 0 | 10 | 1  | +9  | 6   |
| Engeland  | 3   | 2 | 0 | 1 | 12 | 2  | +10 | 4   |
| Wales     | 3   | 1 | 0 | 2 | 7  | 8  | –1  | 2   |
| Ierland   | 3   | 0 | 0 | 3 | 1  | 19 | –18 | 0   |

## Wedstrijden
|                                                         |         |                                                                   |           |                                                                                 |
| 26 januari 1884 «onderlinge duels» 14:30 uur (UTC–0:25) | Ierland | 0 – 5                                                             | Schotland | Ballynafeigh Park, Belfast Toeschouwers: 2.000 Scheidsrechter: Tom Hindle (ENG) |
| 26 januari 1884 «onderlinge duels» 14:30 uur (UTC–0:25) |         | 12', 86' William Harrower 35', 80' Jimmy Gossland 60' John Goudie |           | Ballynafeigh Park, Belfast Toeschouwers: 2.000 Scheidsrechter: Tom Hindle (ENG) |

|                                                    |                                                                                 |       |         |                                                                                   |
| 9 februari 1884 «onderlinge duels» 15:00 uur (UTC) | Wales                                                                           | 6 – 0 | Ierland | Racecourse Ground, Wrexham Toeschouwers: 2.000 Scheidsrechter: Robert Sloan (ENG) |
| 9 februari 1884 «onderlinge duels» 15:00 uur (UTC) | dward Shaw 20', 68' William Owen 55', 70' Robert Jones 59' John Eyton-Jones 82' |       |         | Racecourse Ground, Wrexham Toeschouwers: 2.000 Scheidsrechter: Robert Sloan (ENG) |

|                                                          |                 |       |                                                        |                                                                                    |
| 23 februari 1884 «onderlinge duels» 15:00 uur (UTC–0:25) | Ierland         | 1 – 8 | Engeland                                               | Ballynafeigh Park, Belfast Toeschouwers: 3.000 Scheidsrechter: Thomas Lawrie (SCO) |
| 23 februari 1884 «onderlinge duels» 15:00 uur (UTC–0:25) | Billy McWha 88' |       | 15' Edward Johnson 76' Charlie Bambridge Harry Cursham | Ballynafeigh Park, Belfast Toeschouwers: 3.000 Scheidsrechter: Thomas Lawrie (SCO) |

|                                                  |               |       |          |                                                                              |
| 15 maart 1884 «onderlinge duels» 15:30 uur (UTC) | Schotland     | 1 – 0 | Engeland | Cathkin Park, Glasgow Toeschouwers: .000 Scheidsrechter: John Sinclair (IRL) |
| 15 maart 1884 «onderlinge duels» 15:30 uur (UTC) | John Smith 7' |       |          | Cathkin Park, Glasgow Toeschouwers: .000 Scheidsrechter: John Sinclair (IRL) |

|                                                  |       |                                                                    |          |                                                                                       |
| 17 maart 1884 «onderlinge duels» 15:00 uur (UTC) | Wales | 0 – 4                                                              | Engeland | Racecourse Ground, Wrexham Toeschouwers: 4.500 Scheidsrechter: Sydney Broadfoot (SCO) |
| 17 maart 1884 «onderlinge duels» 15:00 uur (UTC) |       | 7', 85' William Bromley-Davenport 75' Norman Bailey 90' Billy Gunn |          | Racecourse Ground, Wrexham Toeschouwers: 4.500 Scheidsrechter: Sydney Broadfoot (SCO) |

|                                                  |                                                    |       |                    |                                                                              |
| 29 maart 1884 «onderlinge duels» 15:30 uur (UTC) | Schotland                                          | 4 – 1 | Wales              | Cathkin Park, Glasgow Toeschouwers: 5.000 Scheidsrechter: Robert Sloan (ENG) |
| 29 maart 1884 «onderlinge duels» 15:30 uur (UTC) | Joe Lindsay 22' Frank Shaw 49' Johnny Kay 65', 87' |       | 15' Robert Roberts | Cathkin Park, Glasgow Toeschouwers: 5.000 Scheidsrechter: Robert Sloan (ENG) |